# Netzedistrikt
Der Netzedistrikt war eine Verwaltungseinheit des Staates Preußen und bestand von 1772 bis 1807. Das Gebiet wurde der Länge nach von der Netze durchströmt. Im Gegensatz zu den übrigen Annexionen Preußens bei der Ersten Teilung Polens 1772 hatte das Netzegebiet nicht von 1308 bis 1466 dem Deutschen Orden gehört, sondern bestand aus Teilen der polnischen Herzogtümer Großpolen und Kujawien. Nur ein kleiner Teil im Westen hatte zeitweilig zur brandenburgischen Neumark gehört. Gleichwohl hatte es einen hohen deutschen Bevölkerungsanteil.

## Einteilung

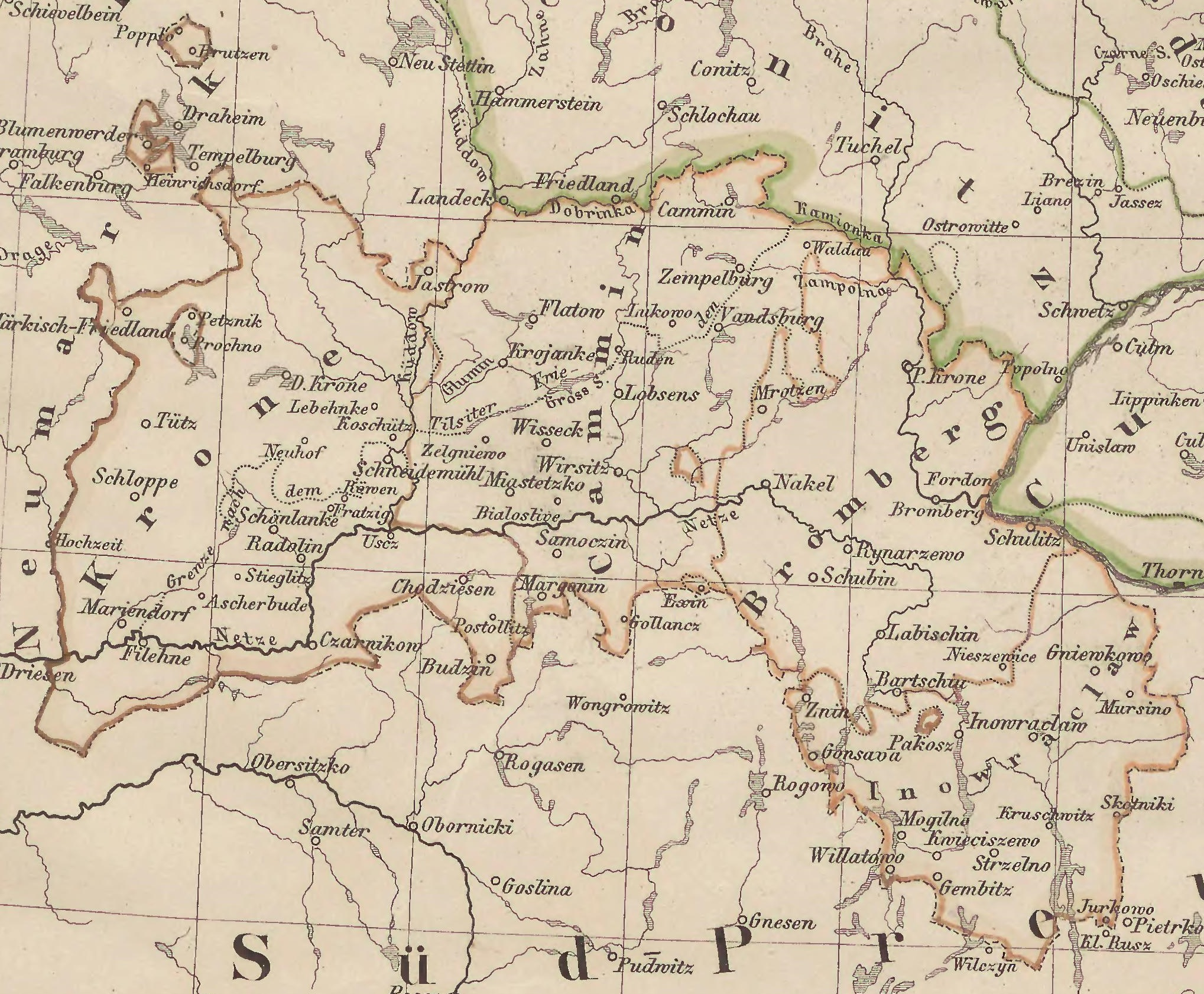
Der Netzedistrikt mit seinen vier Kreisen

Die Grenzen wurden 1776 durch eine preußisch-polnische Kommission berichtigt und 1777 endgültig festgelegt. Der Distrikt wurde in folgende vier (adlige) landrätliche Kreise eingeteilt:
- Bromberg (Bydgoszcz) mit den Städten Bromberg, Fordon, Schulitz, Polnisch Krone (Coronowo), Nakel, Keyn oder Exin, Mrotzen, Barczyn, Labyczyn, Rinarzewo, Schubin, fünf königlichen Domainenämtern (1806: Bromberg, Niedzewitz-Koronowo, Morozen, Nakel) und 193 adligen Gütern.
- Inowraclaw (Inowrocław) mit den Städten Inowraclaw, Kruschwitz, Gniewkowo, Znin, Mogilno, Willatowo, Strzelno, Kwieciszewo, Gonsawa, Gembice, Pakosch, sieben königlichen Domainenämtern (1806: Inowrazlaw, Kruschwitz, Gniewkowo, Znin, Mursinno, Mogilno, Strzello) und 200 adligen Gütern.
- Kamin (Camina) mit den Städten Kamin (Kamień Krajeński), auch Cammin, Wissek (Wissocka), Wirsitz, Flatow, Zempelburg, Vandsburg, Lobsens (Lobzenica), Krojanke (Krajenka), Miastetzko (Miasteczko), Margonin, Samoszin (Szamocin), Gollanz, vier königlichen Domainenämtern (1806: Kamin, Zelgniewo, Bialosliwe, Wirsitz) und 257 adligen Gütern.
- Deutsch Krone, ursprünglich Arnskrone (Wałcz) mit den Städten Deutsch Krone, Schneidemühl (Piła), Jastrow (Jastrowie), Usch, Budzin, Chodzesen, Czarnikow, Schönlanke (Trschonska), Radolin, Filehne (Vielun), Schloppe (Sczloppa), Tütz (Tuczno), Märkisch Friedland, vier königlichen Domainenämtern (1806: Deutsch-Krone, Lebehnke, Neuhof, Postollitz) und 196 adligen Gütern.

## Geschichte

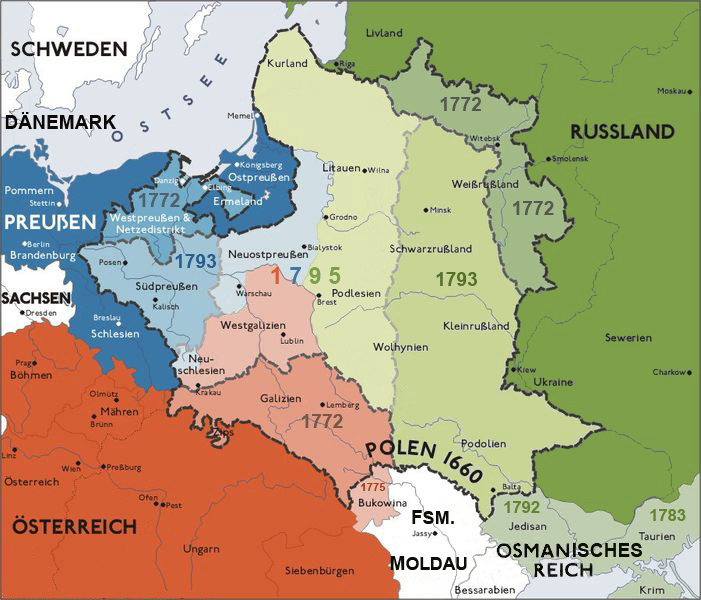
Der Netzedistrikt im Süden Westpreußens auf einer Landkarte mit den Landesgrenzen von 1772

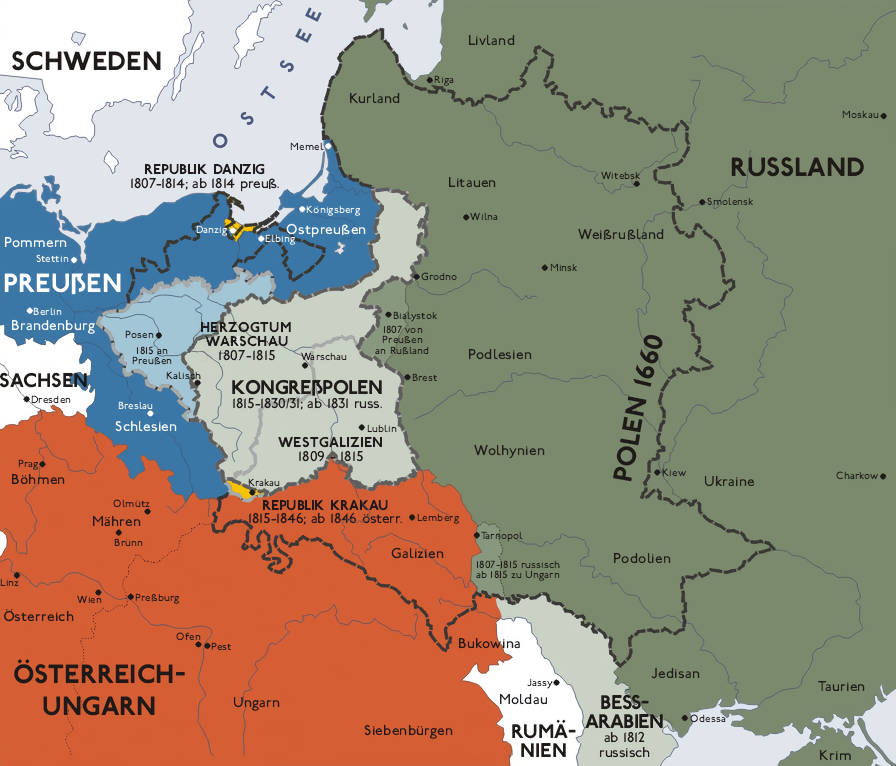
Nach dem Frieden von Tilsit 1807 bzw. dem Wiener Kongress 1815

Der kleinere Teil des Netzedistrikts zwischen den Flüssen Netze, Küddow und Drage hatte im 14. und 15. Jahrhundert zur Neumark gehört. Darin liegen u. a. die Städte Tietz (Tuczno), Deutsch Krone, Friedland, Filehne, Schloppe und Zempelburg. Das von Preußen gemäß dem Vertrag von Warschau 1773 annektierte Gebiet mit vorwiegend deutschsprachiger Bevölkerung hatte dagegen seit 1466 unter polnischer Hoheit gestanden.
Im Jahre 1776 lagen noch die beiden neumärkischen adligen Güter Petzenick und Prochno mitten im landrätlichen Kreis Deutsch Krone. Ein anderes Stück des Netzedistrikts zwischen Pommerellen, der Küddow und der Netze bis nach Nakel und von dort bis zur Weichsel (Wisła) hatte im 13. Jahrhundert zu Pommerellen gehört.
Der Netzedistrikt wurde zunächst als eigenständige preußische Verwaltungseinheit behandelt, dann aber 1775 Westpreußen zugeschlagen und damit dem bisher nur aus Ostpreußen bestehenden Königreich Preußen einverleibt. Der Adel des Netzedistrikts hat 1786 zusammen mit dem westpreußischen Adel in Königsberg die Huldigung gegenüber König Friedrich Wilhelm II. geleistet.
Durch die Elbinger Konvention, die dem Frieden von Tilsit folgte, musste Preußen fast den gesamten Netzedistrikt an das neugebildete Herzogtum Warschau abgeben, erhielt das Gebiet aber auf dem Wiener Kongress durch den am 3. Mai 1815 in Wien mit Russland geschlossenen Vertrag zurück. Der größere Teil wurde 1815 der Provinz Posen als Regierungsbezirk Bromberg, der 1807 bei Preußen verbliebene kleinere Teil in der Provinz Westpreußen dem Regierungsbezirk Marienwerder zugeschlagen. Das erstgenannte Gebiet trug als Wahlbezirk für das Preußische Herrenhaus noch bis 1918 die Bezeichnung Netze-Distrikt.
Nach dem Ersten Weltkrieg annektierte 1920 die Zweite Polnische Republik aufgrund der Bestimmungen des  Versailler Vertrags den größten Teil des Territoriums des ehemaligen Netzedistrikts mit überwiegend deutschsprachiger Bevölkerung. So entstand der polnische Korridor. Bei der Grenzmark Posen-Westpreußen blieben lediglich der Netzekreis, die Kreise Flatow, Deutsch Krone und der am 1. April 1914 geschaffene Stadtkreis Schneidemühl.